# Юрий I Львович
Юрий I Львович (иногда — Георгий; около 1252 года (или 1262 год) — 24 апреля 1308 года (или 1316 год)) — князь Белзский (1269—1301), князь Галицко-Волынский (с 1301 года), король Руси, сын Льва Даниловича Галицкого и Констанции Венгерской, дочери венгерского короля Белы Арпада.

## Биография
Ещё при жизни отца Юрий Львович участвовал с ним в походах против Королевств Польши и Венгрии. В 1288 году умер бездетный Владимир Василькович, князь Волынский, ничего не завещавший ни Юрию, ни его отцу (своему двоюродному брату). Юрий без ведома отца занял Брест «по совету безумных своих бояр молодых и коромольников берестьян». Мстислав Данилович, князь Луцкий (наследник Владимира по завещанию) спросил Юрия, по своей ли воле или по воле отца он занял Брест. Такой вопрос был задан и Льву Даниловичу. Лев отвечал, что Юрий занял город «своим молодым умом», и приказал сыну выехать из Бреста. «С великим соромом» тот покинул Брест, но наперёд пограбил там и не оставил камня на камне: то же он сделал с Каменцом и Бельском. Вслед за ним бежали в Дорогичин и те берестяне, которые произвели всю эту крамолу.

После смерти отца (1301 год) наследовал Галич. В 1303 году добился от императора Андроника II Палеолога и Константинопольского патриарха Афанасия I создания Галицкой митрополии,куда вошли Галицкая, Холмская, Перемышльская, Луцкая, Владимирская и Туровская епархии. Первым галицким митрополитом стал Нифонт, рукоположённый в 1303 году Афанасием I. Соединил под своей властью Галицию и Волынь (после смерти Мстислава Даниловича), с чем историки связывают использование им королевского титула. Скончался Юрий в 1308 или, по другим источникам, в 1316 году.
- Юрий I Львович Галицкий беседует с Петром о поставление в митрополиты
- Печать Юрия (Георгия) Львовича. Надпись: «S[igillum] Domini Georgi Regis Rusie» — «Печать государя Георгия, короля Руси». На оборотной стороне: «S[igillum] Domini Georgi Ducis Ladimerie» — «Печать государя Георгия, князя Владимирского»
- Прорисовка печати с лицевой стороны с портретом князя
- Прорисовка печати с оборотной стороны

## Семья
Юрий Львович был женат дважды. Первой его женой была Ксения(?), дочь князя Ярослава Тверского, умершая в 1286 году. От этого брака сын:
1. Михаил (1283 — ок. 1286)

Вторично женился на княжне Ефимии (?—1308), дочери Казимира Пяста, князя Куявского. Четверо детей:
1. Лев II Юрьевич (ум. 1323), князь Луцкий, князь Галицкий (совместно с братом Андреем) (1308—1323)
2. Андрей Юрьевич (ум. 1323), князь Волынский и Галицкий (совместно с братом Львом) (1308—1323)
3. Мария Юрьевна (ум. 1341), княжна Галицко-Львовская, замужем за мазовецким князем Тройденом I
4. Анастасия Юрьевна, возможная[источник не указан 668 дней] жена князя Александра Тверского (ум. ок. 1364?).